# Anton Ruh

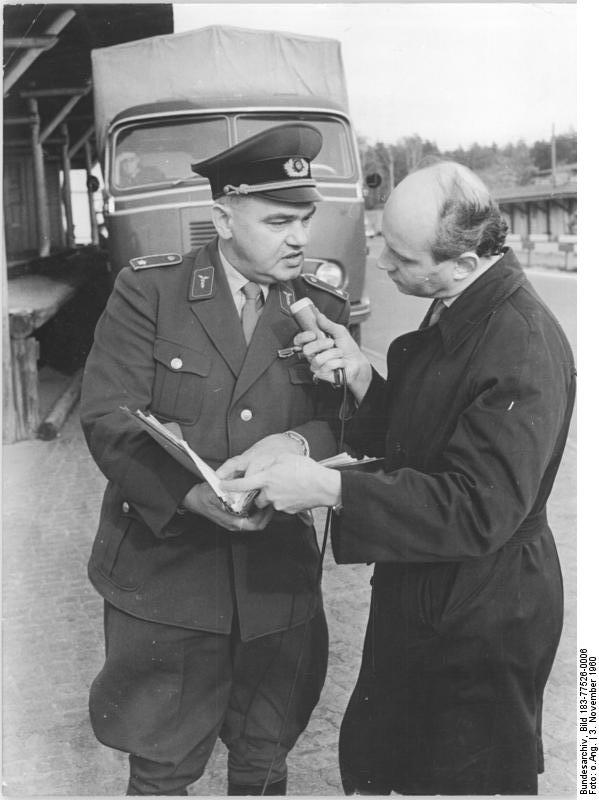
Anton Ruh (links) im Gespräch mit einem Reporter des Deutschen Fernsehfunks, 3. November 1960.

Anton („Toni“) Ruh (* 20. Februar 1912 in Berlin; † 3. November 1964 in Bukarest) war ein deutscher Diplomat. Er war bis 1962 Leiter der Zollverwaltung der DDR und danach Botschafter der DDR in Rumänien.

## Leben
Ruh wurde als Sohn eines Arbeiters und einer Straußfedernarbeiterin geboren. Seine Eltern stammten aus Österreich, sein Vater fiel im Ersten Weltkrieg. Seine Mutter, die aktive Kommunistin war, zog ihn allein groß. Von 1918 bis 1926 besuchte er die Volksschule in Berlin. Anschließend absolvierte er bis 1930 eine Ausbildung zum Steindrucker und trat in den Verband der Steindrucker und Lithographen ein. Nach seiner Ausbildung arbeitete er als Elektroschweißer.
1927 trat er dem Kommunistischen Jugendverband Deutschlands (KJVD) und 1929 dem Roten Frontkämpferbund (RFB) bei, anschließend auch der KPD. 1931 wurde er Mitglied der Kommunistischen Jungfront und im selben Jahr zu einer sechsmonatigen Gefängnisstrafe verurteilt, die er im Zellengefängnis Lehrter Straße in Berlin verbrachte. Aufgrund seiner österreichischen Staatsbürgerschaft wurde er nach der Haftentlassung nach Österreich ausgewiesen. Ruh arbeitete 1933 wieder im BB-Apparat (dem Nachrichtendienst der KPD für Betriebsberichterstattungen) in Berlin und wurde mehrmals verhaftet. Er war von 1933 bis 1937 Mitglied der Kommunistischen Partei Österreichs (KPÖ) und des Schutzbundes in Wien. Er beteiligte sich 1934 dort am Österreichischen Bürgerkrieg gegen die Regierung des Bundeskanzlers Engelbert Dollfuß.
1934 emigrierte Ruh in die Tschechoslowakei und 1938 nach England. Dort heiratete Anton Ruh am 4. Februar 1940 die Emigrantin Elisabeth Schwarz (1909–1994) und wurde zu Beginn des Zweiten Weltkrieges als „Enemy Alien“ interniert und auf der Dunera für ein Jahr nach Australien deportiert. Nach seiner Freilassung arbeitete er ab 1942 in einem Londoner Rüstungsbetrieb als Schweißer. Außerdem war er in London Mitglied der Zentralen Leitung der KPD in England.
Ruh kehrte Ende 1944 illegal nach Deutschland zurück, um sich im Auftrag des OSS am Widerstand gegen den Nationalsozialismus zu beteiligen. In der Nacht vom 2. März auf den 3. März sprangen er und sein Partner Paul Lindner (1911–1969) mit Fallschirmen über Friesack in Brandenburg ab, die USA verfügten über so gut wie keine Erkenntnisse über die wirtschaftliche und militärische Situation im Inneren Deutschlands. Ruh und Lindner berichteten während der Operation Hammer dem OSS bis zum 25. April 1945 über den Betrieb eines Berliner Kraftwerks, die Berliner Verkehrssysteme, Konzentrierungen der Wehrmacht und über den psychisch-moralischen Zustand der Bevölkerung. Ihre Berichte waren von begrenzter Bedeutung und nicht kriegsentscheidend. Anschließend begaben sie sich in sowjetische Kriegsgefangenschaft und wurden nach zwei Monaten US-amerikanischen Truppen übergeben.
Ruh trat 1945 wieder der KPD bei, 1946 wurde er Mitglied der SED. Er wurde Mitarbeiter im Parteiapparat der Landesleitung Berlin sowie Mitarbeiter in der Zentralen Kommission für Sequestrierung, später auch noch in der Zentralen Kommission für Staatliche Kontrolle. Von 1950 bis 1962 war Ruh Leiter des Amtes für Zoll- und Kontrolle des Warenverkehrs, später der Zollverwaltung der DDR. Seit 1957 war er Träger des Vaterländischen Verdienstordens der DDR. Von 1961 bis 1962 befand sich Anton Ruh an der Parteihochschule des ZK der KPdSU in Moskau. Von 1963 bis 1964 war er – als Nachfolger von Wilhelm Bick (1903–1980) – Botschafter der DDR in Rumänien. Sein Nachfolger als Leiter der Zollverwaltung der DDR wurde Gerhard Stauch.
Anton Ruh beging am 3. November 1964 in Bukarest unter bis heute nicht geklärten Hintergründen Suizid.

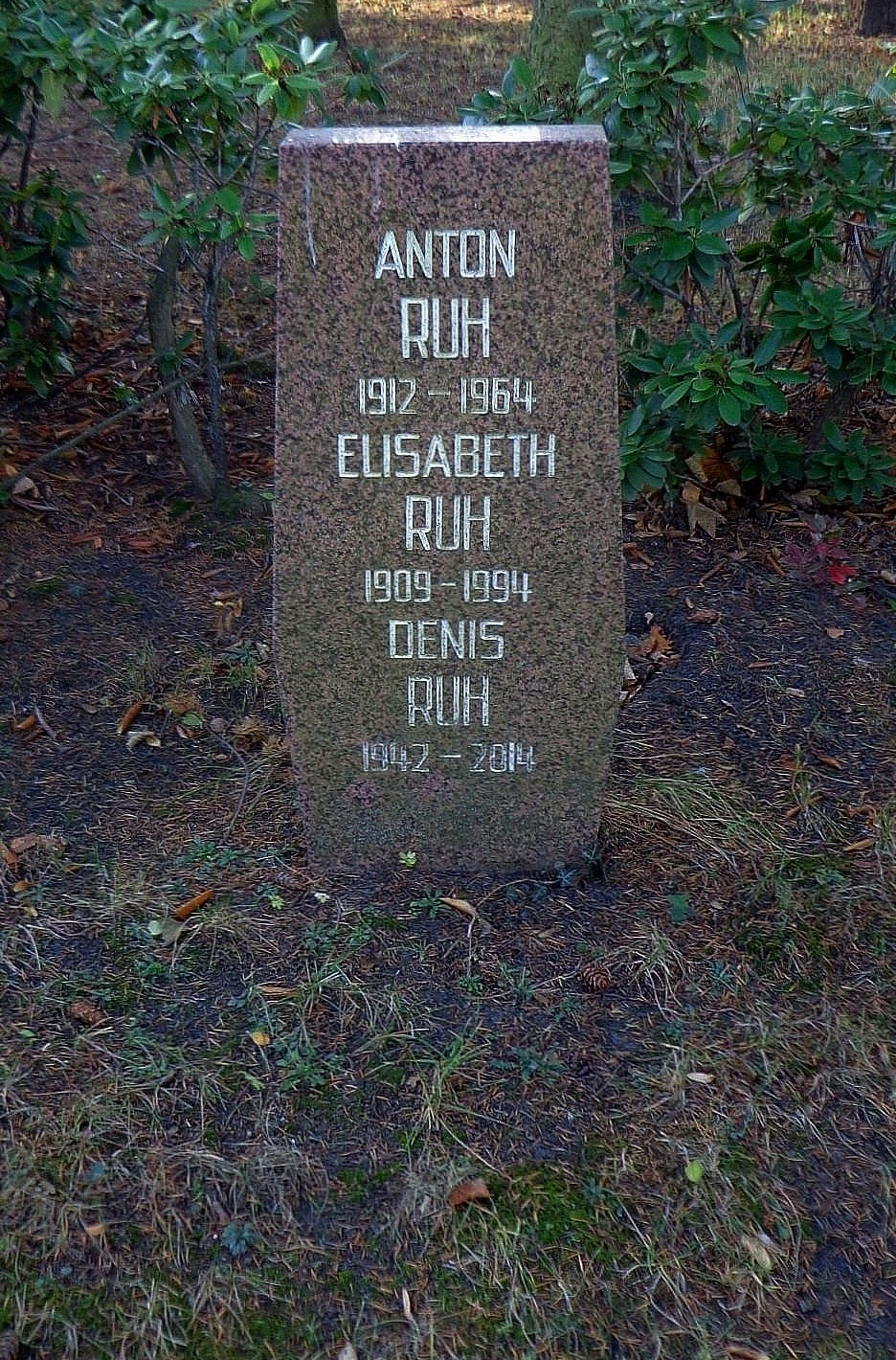
Grabstätte

Seine Urne wurde in der Grabanlage Pergolenweg auf dem Zentralfriedhof Friedrichsfelde beigesetzt.
2004 bekam Ruh aufgrund seiner Tapferkeit während seines Einsatzes kurz vor Kriegsende posthum den Silver Star verliehen, den sein Sohn am 5. April 2006 in Empfang nahm.    